# 捕われた硝子の心
『捕われた硝子の心』（とらわれたがらすのこころ）とは、TEATIMEから2001年4月20日に発売されたアダルトゲームである。
本項では、続編である『華の悲鳴～壊れた硝子の心～ 』についても扱う。

## 概要
TEATIMEのデビュー作である本作は、リアルタイム3DCG化されたアニメ調の美少女キャラクターが登場するアドベンチャーゲームである。
本作では、両胸と局部を愛撫しながらヒロインの興奮度ゲージを上げて一定量溜ればクリアとなる。
本作には性感反応システムが搭載されており、マウスの動かし方によってヒロインの反応が変わる仕組みとなっている。
続編である『華の悲鳴～壊れた硝子の心～ 』は3Dアクションゲームの要素を取り入れた凌辱ものであり、前作ではサブヒロインだったメイドの八城姉妹も攻略対象に入っている。
2003年8月8日には、『捕われた硝子の心』と『華の悲鳴～壊れた硝子の心～ 』を一つにまとめた『TEAPACK1 捕華』が発売された。

## あらすじ

### 捕われた硝子の心
主人公・並島 宗一郎は父から受け継いだ洋館に訪れた。
そこで彼を待っていたのは、宗一郎の父からの遺言状を持った3人の女性と2人のメイドだった。
その日の夕方、車がパンクされた上に電話線も切られてしまったため、食料の配達が来る5日後まで救援を呼べなくなってしまった。
かくして、宗一郎は5人の女性と5日間をすごすことになった。

### 華の悲鳴～壊れた硝子の心～
前作の主人公・宗一郎の異母弟である佐野 鋭樹は父の死を知った際、父の愛人である鋭樹の実母に何も残さなかったことを恨んだ。
鋭樹は宗一郎が海外出張をする間、宗一郎の婚約者らが住む洋館へ、凌辱目的で足を踏み入れた。

## 登場人物
並島 宗一郎 （なみしま そういちろう）
『捕われた硝子の心』の主人公。
佐野 鋭樹（さの えいき）
『華の悲鳴～壊れた硝子の心～ 』で、前作の主人公である宗一郎の父の愛人の子であり、宗一郎の異母弟にあたる。
鷹崎　智（たかさき　とも）
洋館で宗一郎を待っていたボク少女。亡き母が自分を愛さなかったのではないかと思っている。
並島　桜子（なみしま　さくらこ）
宗一郎の従姉妹で、宗一郎の父から息子を助けるよう遺言を受けている。
佐倉　美波（さくら　みなみ）
宗一郎の父の愛人で、偽の遺言状を持っている。
当初は宗一郎を父の忘れ形見として愛そうとするが、次第に宗一郎のことを受け入れていく。
八城　寿美（やしろ　としみ）
洋館で働くメイド。心優しく世話焼きで、噂好き。
八城　真澄（やしろ　ますみ）
洋館で働くメイドで、寿美の双子の妹。他者への関心が乏しい。

## 評価
『捕われた硝子の心』はBugBugの2001年5月号の「イチオシ!BUG'Sレビュー」にて批評が掲載された。レビュアーはヒロインの興奮度ゲージを上昇させる過程において、3Dポリゴンの強みを生かして好きな場所を存分に眺めることが可能である点を触れ、複数のポイントから寄ったり引いたり自由自在で、キャラの細かい動きと相まってかなり楽しかったと評価した。また、シナリオも手は抜いておらず最終日近くでサスペンスドラマのような急展開になり飽きないといった評価や、デジタルエロの可能性を模索する先鋭的な人にはぜひ遊んでほしいというコメントも寄せられた。
また、物陰から覗きをするようなアングルや女の子のみを表示して床下から見ているような倒錯した気分にもなれる点についても触れられ、これでムービー編集機能がついていれば嬉しかったという意見も寄せられた。
同誌の2002年4月号に掲載された企画「言いたいホーダイ2001年 編集部㊙座談会」においても『捕われた硝子の心』についての言及があった。
座談会の参加者である「BugBug編集部（当時）のでは、2001年に発売された作品の中で3番目によかった作品のうちの一つとして本作を挙げている（ほかは『サフィズムの舷窓』と『自慰倒錯』）。
では座談会の中で、美少女ゲームの可能性を感じたと話しており、発想も含めて日本人にしかできない匠の技だと述べている。